# سام تالبوت
سام تالبوت (بالإنجليزية: Sam Talbot)‏ هو طاهي أمريكي، ولد في 27 ديسمبر 1977 في تشارلوت في الولايات المتحدة.